# Green Mountain (Ascension)
Pour les articles homonymes, voir Green Mountains.
Green Mountain, surnommée The Peak, est le point culminant de l'île de l'Ascension, à 859 mètres d'altitude. Il s'agit d'un stratovolcan, figurant sur le drapeau de l'île.

## Histoire
Charles Darwin a décrit la maigre végétation de l'île volcanique en 1836, lors du second voyage du HMS Beagle. Il a l'idée d'y planter des arbres, dont il fait part au collectionneur de plantes Joseph Dalton Hooker qui la visite en 1843 avec l'expédition antarctique de James Clark Ross. Hooker propose un plan de végétalisation pour tenter d'augmenter les précipitations et rendre la vie plus supportable pour la garnison stationnée localement. À partir de 1850, sur les instances des deux savants, la Royal Navy, avec l'aide des Jardins botaniques royaux de Kew, transporte donc des arbres depuis Londres vers l'île désolée, ainsi qu'un assortiment varié de plantes provenant aussi de jardins botaniques d'Argentine, d'autres endroits d'Europe et d'Afrique du Sud.
En 1865, un rapport de l'Amirauté britannique déclare, au sujet de Green Mountain, que « [l'île] possède désormais des fourrés de 40 espèces d'arbres, en plus de nombreux arbustes ; grâce à l'expansion de la végétation, l'approvisionnement en eau est désormais excellent ».
Au début des années 1900, de nombreuses cultures telles que celles de bananes et goyaves poussent naturellement. La végétalisation a entraîné une augmentation de la capture de dépôts occultes (brouillard). La forêt nuageuse qui en résulte est une mosaïque de plantes provenant d'une variété d'habitats, y compris de bois, prairies et arbustes. Elle n'est pas naturelle, puisqu'initialement plantée là pour les besoins de la Royal Navy.

## Protection environnementale
Le parc national de Green Mountain a été ouvert en 2005.

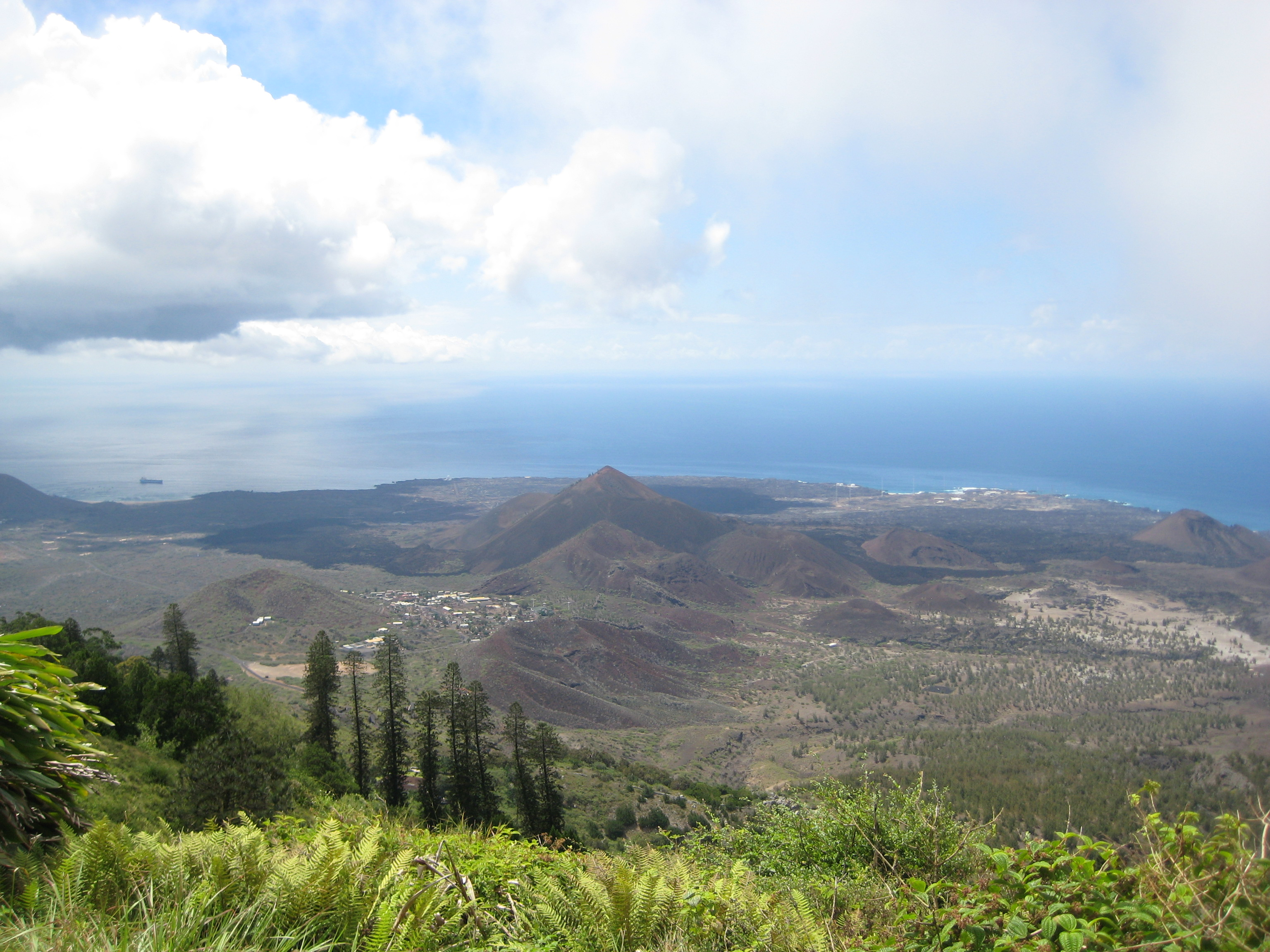
Vue panoramique depuis le sommet de Green Mountain.